# Rinawa
Rinawa là một chi nhện trong họ Hahniidae.